# الشجر، حماة
الشجر (به عربی: الشجر) یک روستا در سوریه است که در ناحیه مرکزی سقیلبیه واقع شده‌است. الشجر ۹۴۱ نفر جمعیت دارد.